# Hero at Large
Hero at Large es una película de comedia de 1980 protagonizada por John Ritter y Anne Archer. La película fue escrita por un antiguo guionista de Disney, AJ Carothers y dirigida por Martin Davidson. La banda sonora estuvo compuesta por Patrick Williams.

## Trama
Un actor idealista encuentra su vida inesperdamente complicada cuando se detiene en un robo mientras usa el traje del Capitán Avenger, un personaje de una película de superhéroes que él fue contratado para promover. Decide incursionar en ser un superhéroe sólo para encontrarlo más difícil y peligroso de lo que hubiera imaginado.

## Elenco principal
| Actor          | Papel           |
| -------------- | --------------- |
| John Ritter    | Steven Nichols  |
| Anne Archer    | Jolene Walsh    |
| Bert Convy     | Walter Reeves   |
| Kevin McCarthy | Calvin Donnelly |
| Harry Bellaver | Eddie           |
| Leonard Harris | Alcalde         |